# Generación Z (serie de televisión)
Generación Z (en inglés: Generation Z) es una próxima serie de televisión británica de comedia y terror, realizada para Channel 4 por Ben Wheatley y con un elenco coral.

## Sinopsis
Un convoy del ejército vuelca frente a una residencia de ancianos en la ciudad ficticia de Dambury. La posterior fuga de sustancias químicas parece convertir a los residentes de OAP en zombis, atacando a los más jóvenes de la ciudad.

## Elenco
- Sue Johnston como Cecily
- Robert Lindsay como Morgan
- Lewis Gribben como Steff
- Paul Benthall como Frank
- Anita Dobson como Janine
- Jay Lycurgo como Charlie
- Buket Komur como Kelly
- Viola Prettejohn como Finn
- Ava Hinds Jones como Billy
- Johnny Vegas
- Rebecca Humphries
- Robert James-Collier
- Suzanne Ahmet
- T’Nia Miller
- Sophie Leigh Stone
- Chris Reilly
- D’Angelou Osei Kissiedu
- Ellie-Mae Siame
- Robin Hill
- Gareth Tunley
- John Hollingworth
- Maanuv Thiara
- Ellora Torchia
- Andrew Kazamia
- Garrick Hagon
- Mark Monero

## Producción

### Desarrollo
Channel 4 encargó a Ben Wheatley una serie de zombis de seis partes ambientada en una residencia de ancianos en agosto de 2019.  Con Wheatley escribiendo y dirigiendo, se eligió a George Faber como productor, con un concepto de un grupo diverso de rostros más jóvenes, con un grupo merodeador de jubilados zombis, como una forma de satirizar a la Gran Bretaña post-Brexit. 
La serie será producida en 2023 por The Forge en asociación con ZDF y All3Media International. Está producido por Alex Kazamia. Los productores ejecutivos son Wheatley, Mark Pybus, George Faber y Beth Willis. 

### Elección de elenco
En octubre de 2023, el elenco principal incluía a Sue Johnston, Robert Lindsay, Lewis Gribben, Paul Benthall, Jay Lycurgo, Buket Komur, Viola Prettejohn y Ava Hinds Jones, junto con un elenco más amplio que incluía a Johnny Vegas, Anita Dobson y Rebecca Humphries . 

### Rodaje
El rodaje tuvo lugar en Gales en el otoño de 2023 con lugares de rodaje que incluyen alrededor de Torfaen, como Fairwater, Coed Eva, Llanyravon, Ponthir y Pontypool. 